# 볼리비아의 인구

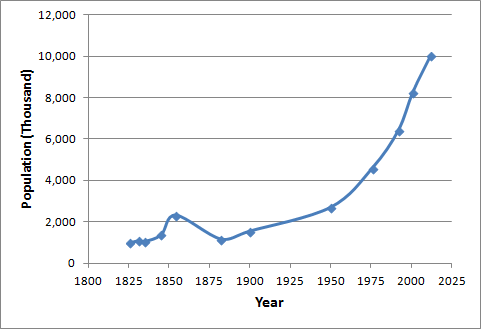
1826-2012 볼리비아의 조사(센서스) 인구. 단위는 천 명.

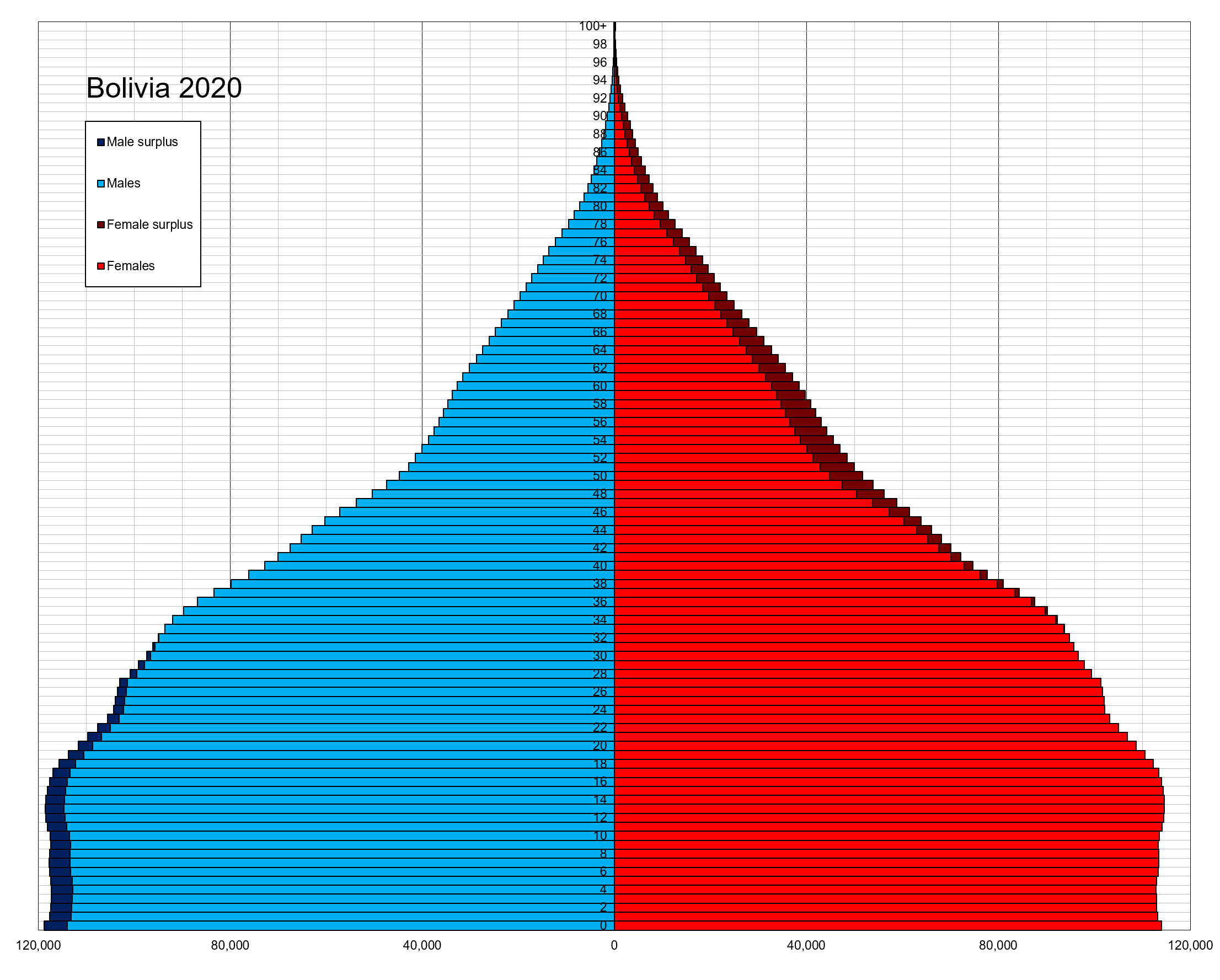
2020년 볼리비아의 인구 피라미드.

## 인구 통계

### 2009-현재 출생 및 사망 통계
| 연도 | 인구       | 출생아 수 | 사망자 수 | 자연 증감 | 조출생률 (1000명당) | 조사망률 (1000명당) | 자연 증감률 (1000명당) | 합계출산율 |
| ---- | ---------- | --------- | --------- | --------- | ------------------- | ------------------- | ---------------------- | ---------- |
| 2009 |            | 346,029   |           |           |                     |                     |                        |            |
| 2010 |            | 298,494   | 44,953    | 253,541   |                     |                     |                        |            |
| 2011 |            | 311,365   | 47,130    | 264,235   |                     |                     |                        |            |
| 2012 | 10,351,118 | 252,954   | 69,315    | 183,639   | 24.44               | 6.70                | 17.74                  | 3.06       |
| 2013 | 10,507,789 | 252,455   | 68,564    | 183,891   | 24.03               | 6.53                | 17.50                  | 3.01       |
| 2014 | 10,665,841 | 251,804   | 67,943    | 183,861   | 23.61               | 6.37                | 17.24                  | 2.96       |
| 2015 | 10,825,013 | 251,008   | 67,427    | 183,581   | 23.19               | 6.23                | 16.96                  | 2.91       |
| 2016 | 10,985,059 | 250,081   | 67,000    | 183,081   | 22.77               | 6.10                | 16.67                  | 2.87       |
| 2017 | 11,145,770 | 249,030   | 66,665    | 182,365   | 22.34               | 5.98                | 16.36                  | 2.82       |
| 2018 | 11,307,314 | 248,830   | 66,628    | 182,202   | 22.01               | 5.89                | 16.12                  | 2.78       |
| 2019 | 11,469,896 | 248,556   | 66,662    | 181,894   | 21.67               | 5.81                | 15.86                  | 2.74       |
| 2020 | 11,633,371 |           | 75,306    |           |                     |                     |                        |            |

### 1950-현재 유엔 추계
출처: 유엔 세계인구전망 2019

#### 인구
|      | 인구       | 15세 미만 (%) | 15–24세 (%) | 25–64세 (%) | 65세 이상 (%) | 중위 연령 (세) |
| ---- | ---------- | ------------- | ----------- | ----------- | ------------- | -------------- |
| 1950 | 3,081,830  | 39.4          | 18.2        | 36.3        | 6.1           | 20.6           |
| 1970 | 4,484,004  | 41.1          | 19.2        | 35.8        | 3.9           | 19.3           |
| 1990 | 6,864,842  | 39.8          | 19.1        | 36.6        | 4.6           | 20.0           |
| 2000 | 8,418,264  | 37.7          | 19.3        | 37.7        | 5.2           | 21.1           |
| 2005 | 9,232,306  | 36.3          | 19.3        | 38.8        | 5.6           | 21.9           |
| 2010 | 10,048,590 | 34.5          | 19.3        | 40.1        | 6.1           | 22.9           |
| 2015 | 10,869,730 | 32.4          | 19.2        | 41.6        | 6.8           | 24.1           |
| 2020 | 11,673,021 | 30.2          | 18.9        | 43.5        | 7.5           | 25.6           |

#### 그 외 출생 및 사망 등 기타 통계
| 기간 | 출생아 수 (천 명) | 사망자 수 (천 명) | 자연 증감 (천 명) | 조출생률 | 조사망률 | 합계출산율 | 영아 사망률 | 유아 사망률 | 출생 성비 | 인구 성장률 |
| --- | ----------------- | ----------------- | ----------------- | -------- | -------- | ---------- | ----------- | ----------- | --------- | ----------- |
| 1950–1955 | 714               | 441               | 273               | 44.6     | 27.5     | 6.50       | 178         | 306         | 105       | 1.6         |
| 1965–1970 | 910               | 442               | 468               | 42.7     | 20.7     | 6.10       | 152         | 258         | 105       | 2.1         |
| 1985–1990 | 1188              | 439               | 750               | 36.4     | 13.5     | 5.07       | 99          | 166         | 105       | 2.1         |
| 1995–2000 | 1266              | 405               | 860               | 31.6     | 10.1     | 4.25       | 66          | 111         | 105       | 2.0         |
| 2000–2005 | 1281              | 389               | 892               | 29.0     | 8.8      | 3.85       | 52          | 86          | 105       | 1.9         |
| 2005–2010 | 1264              | 380               | 884               | 26.2     | 7.9      | 3.40       | 42          | 70          | 105       | 1.7         |
| 2010-2015 | 1251              | 372               | 879               | 23.9     | 7.1      | 3.05       | 32          | 35          | 105       | 1.6         |
| 2015-2020 | 1233              | 382               | 879               | 21.9     | 6.8      | 2.75       | 30          | 49          | 105       | 1.4         |
| * 연평균 기준이며, 예외적으로 출생아 수, 사망자 수, 자연 증감의 경우 연평균 기준이 아닌, 해당 기간 전체 수를 모두 합한 것임. |                   |                   |                   |          |          |            |             |             |           |             |

## 성별 및 연령별 인구 구조
2019년 7월 1일:
| 연령대    | 남성      | 여성      | 전체       |
| --------- | --------- | --------- | ---------- |
| 전체      | 5 775 959 | 5 693 937 | 11 469 896 |
| 0         | 123 406   | 119 470   | 242 876    |
| 1-4       | 492 078   | 477 509   | 969 587    |
| 5–9       | 619 866   | 597 582   | 1 217 448  |
| 10–14     | 611 530   | 587 984   | 1 199 514  |
| 15–19     | 575 047   | 554 073   | 1 129 120  |
| 20–24     | 520 500   | 503 225   | 1 023 725  |
| 25–29     | 471 755   | 459 020   | 930 775    |
| 30–34     | 436 172   | 425 976   | 862 148    |
| 35–39     | 391 649   | 383 666   | 775 315    |
| 40–44     | 333 931   | 327 653   | 661 584    |
| 45–49     | 277 410   | 274 309   | 551 719    |
| 50–54     | 229 873   | 229 380   | 459 253    |
| 55–59     | 190 319   | 192 092   | 382 411    |
| 60–64     | 155 912   | 160 274   | 316 186    |
| 65–69     | 122 143   | 128 834   | 250 977    |
| 70–74     | 92 217    | 100 313   | 192 530    |
| 75–79     | 62 436    | 72 208    | 134 644    |
| 80-84     | 37 932    | 49 319    | 87 251     |
| 85-89     | 21 112    | 31 252    | 52 364     |
| 90-94     | 8 669     | 14 925    | 23 594     |
| 95세 이상 | 2 002     | 4 873     | 6 875      |

## 기대수명

### 1950-현재 출생시 기대수명
| 기간      | 기대수명 | 기간      | 기대수명 |
| --------- | -------- | --------- | -------- |
| 1950–1955 | 39.63    | 1985–1990 | 54.59    |
| 1955–1960 | 41.04    | 1990–1995 | 57.66    |
| 1960–1965 | 42.67    | 1995–2000 | 60.88    |
| 1965–1970 | 44.54    | 2000–2005 | 63.94    |
| 1970–1975 | 46.67    | 2005–2010 | 66.62    |
| 1975–1980 | 49.06    | 2010–2015 | 69.26    |
| 1980–1985 | 51.71    | 2015-2020 | 71.08    |

출처: 유엔 세계인구전망 2019

## 유엔 인구 통계
출처: 유엔 세계인구전망 2019
| 볼리비아의 인구 | 볼리비아의 인구 | 볼리비아의 인구 | 볼리비아의 인구 | 볼리비아의 인구 | 볼리비아의 인구 | 볼리비아의 인구 | 볼리비아의 인구 |
| 1950            | 1970            | 1990            | 2000            | 2005            | 2010            | 2015            | 2019            |
| --------------- | --------------- | --------------- | --------------- | --------------- | --------------- | --------------- | --------------- |
| 308.2만 명      | ↗448.4만 명     | ↗686.5만 명     | ↗841.8만 명     | ↗923.2만 명     | ↗1004.9만 명    | ↗1087만 명      | ↗1151.3만 명    |

2019년 유엔 인구 통계
총인구: 1150만 명
15세 미만 인구: 30.6%
15~24세 인구: 19.0%
25~64세 인구: 43.1%
65세 이상 인구: 7.3%

1960-2017 볼리비아의 인구. 단위는 백만 명.

노인 부양 가능 인구(65세 이상 노인 1명당 25~64세 노동 인구): 5.9명
인구 성장률: 1.4%
조출생률(인구 1000명당): 21.5명
합계출산율: 2.69명
조사망률(인구 1000명당): 6.8명
영아사망률(1살 미만 1000명당): 28명
유아사망률(5세 미만 1000명당): 47명
출생시 기대수명: 71.5세

## 미국 중앙정보국 월드 팩트북 인구 통계
출처: 미국 중앙정보국(CIA) 월드 팩트북.

### 인구
11,758,869명 (2021년 7월 추산)

### 민족
메스티조 (백인과 아메리카 원주민 혼혈) 68%, 토착민 20%, 백인 5%, 촐로/촐라 2%, 아프리카계 1%, 기타 1%, 불명 3%; 응답자의 44%는 (주로 케추아어 또는 아이마라 등) 원주민 그룹의 일부라고 생각한다고 말함 (2009년 추산)

### 언어
스페인어 (공용어) 60.7%, 케추아어 (공용어) 21.2%, 아이마라어 (공용어) 14.6%, 과라니어 (공용어) 0.6%, 다른 모국어들 0.4%, 외국어들 2.4%, 없음 0.1%; 볼리비아의 2009년 헌법은 스페인어와 모든 토착어를 공식 언어로 지정함; 사라진 소수를 포함한 36개의 토착 언어가 지정됨 (2001년 추산)

### 종교
로마 가톨릭 70%, 복음주의 14.5%, 그리스도 2.5%, 모르몬교 1.2%, 불가지론자 0.3%, 무신론자 0.8%, 디타 3.5%, 무교 6.6%, 불명 0.6% (2018년 추산)

### 성별 및 연령 구조
0-14세: 30.34% (남성 1,799,925/여성 1,731,565)
15-24세: 19.21% (남성 1,133,120/여성 1,103,063)
25-54세: 38.68% (남성 2,212,096/여성 2,289,888)
55-64세: 6.06% (남성 323,210/여성 382,139)
65세 이상: 5.71% (남성 291,368/여성 373,535) (2020년 추산)

### 부양비
총부양비: 60.5
유소년부양비: 48.5
노년부양비: 12
잠재적 부양률: 8.3 (2020년 추산)

### 중위 연령
전체: 25.3세
남성: 24.5세
여성: 26세 (2020년 추산)

### 인구 성장률
1.39% (2021년 추산)

### 출생률
20.36명/1,000명 (2021년 추산)

### 사망률
6.26명/1,000명 (2021년 추산)

### 순이동률
-0.23명/1,000명 (2021년 추산)

### 인구 분포
인구의 대부분이 알티플라노로도 알려진 안데스 산맥 두 산계 사이의 서쪽 고지대 평야에 살고 있음.

### 도시화
도시 인구: 전체 인구의 70.5% (2021)
도시화 증감률: 연평균 1.87% 변화 (2020-25년 추산)

### 주요 도시 지역 - 인구
278,000명 수크레 (헌법의 수도) (2018); 188.2만 명 라파스 (수도), 174.9만 명 산타크루스, 133.7만 명 코차밤바 (2021)

### 성비
출생시: 1.05 남성/여성
0-14세: 1.04 남성/여성
15-24세: 1.03 남성/여성
25-54세: 0.97 남성/여성
55-64세: 0.85 남성/여성
65세 이상: 0.78 남성/여성
전체: 0.98 남성/여성 (2020년 추산)

### 산모 평균 초산 연평
21.2세 (2008년 추산)

### 모성 사망률
155명/출산 100,000명 (2017년 추산)

### 영아 사망률
전체: 39.27명/출생 1,000명
남성: 43.95명/출생 1,000
여성: 34.37명/출생 1,000명 (2021년 추산)

### 출생시 기대수명
전체: 70.7세
남성: 67.87세
여성: 73.67세 (2021년 추산)

### 합계출산율
2.45명/여성 (2021년 추산)

## 인종 구성

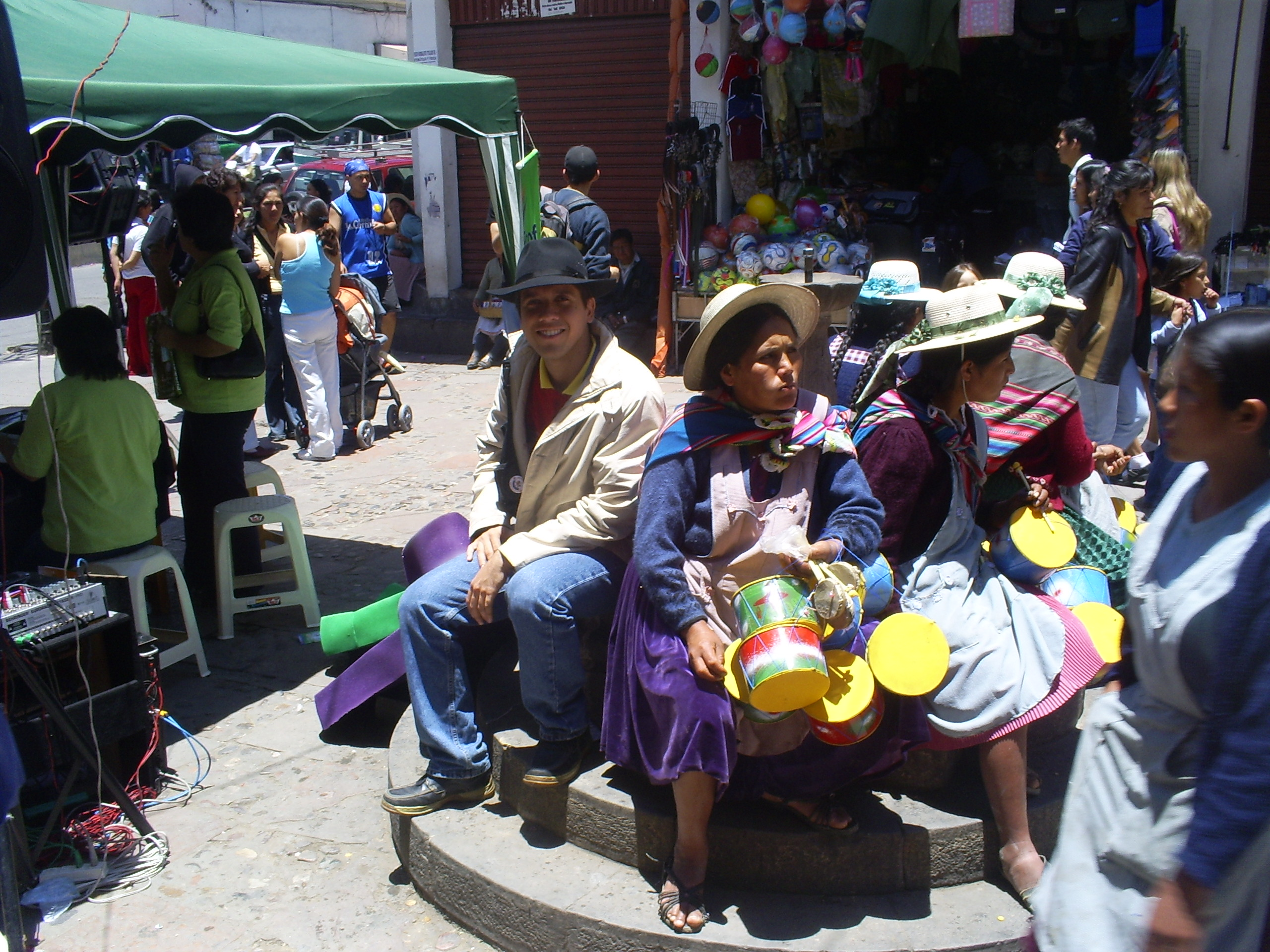
라 파스 시가지의 사람들

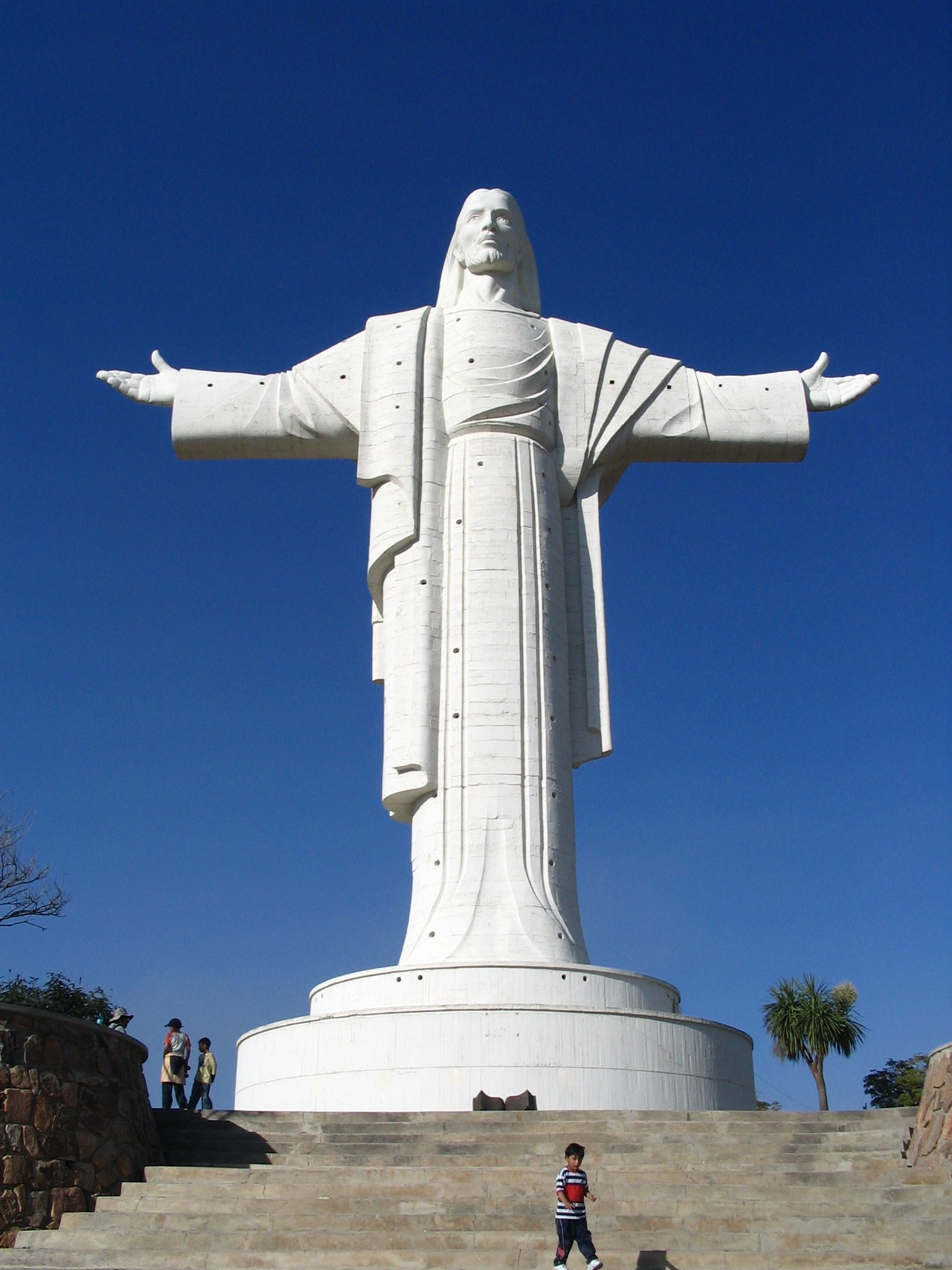
코차밤바의 크리스토 데 라 콘코르디아

볼리비아의 인종 구성을 보자면, 전체에서 30%는 케추아어를 쓰고 25%는 아이마라어를 쓰는 아메리카 원주민이다. 케추아족은 250만, 아이마라족은 200만이며 치키타노족은 18만, 과라니족은 12.5만이다. 그래서 총 원주민 인구는 전체 55%이며, 나머지 30%는 메스티소, 15%는 백인이다. 메스티소 가운데, 전통적인 의상을 입는 여성은 초리타로 불린다.
백인 인구는 대부분 크리올로 초기 에스파냐 식민자들의 후손은 상대적으로 순수한 에스파냐 혈통이다. 이들은 독립 이래로 이 나라의 지도층이었다. 백인 중에는 독일, 이탈리아, 미국, 바스크, 크로아티아, 러시아, 폴란드 등지 출신도 있으며, 대다수는 이미 수 세대 동안 볼리비아에서 살아온 사람들이다.

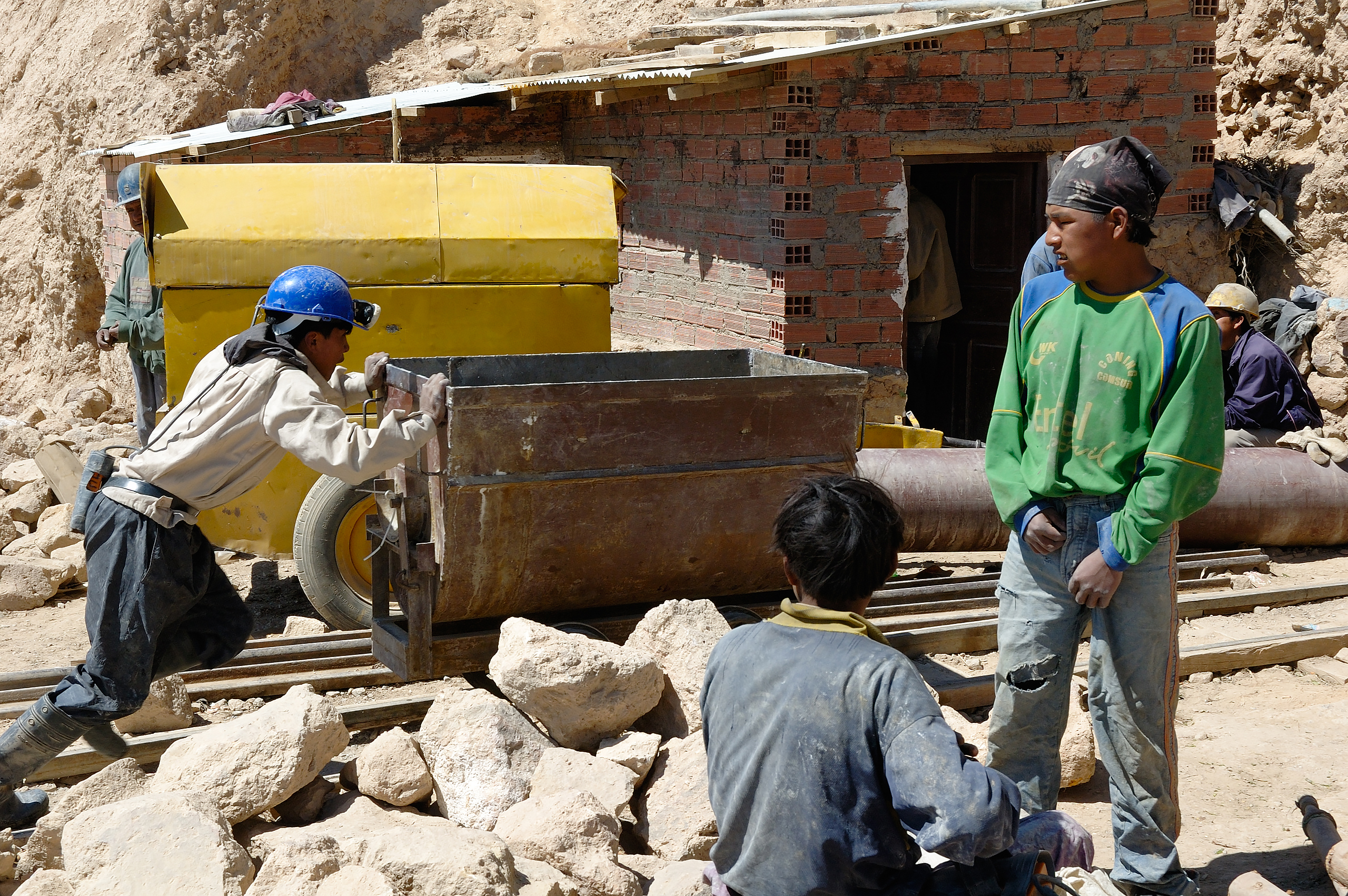
포토시 광산의 광부

브라질로 끌려온 아프리카 노예들이 서쪽 볼리비아로 이주하면서 생긴 아프리카-볼리비아 집단은 전체의 0.5%도 되지 않는다. 이들은 대개 라파스 주의 융가스 지역(노르테융가스, 수드융가스)에 집중되어 있다. 1900년대에 일본인 이주자가 북부의 라리베라르타나 트리니다드에 이주했다. 1954년부터는 주로 오키나와현이나 규슈에서 이주자가 산타크루스 주로 이주하여 이들은 이 지역에 주로 분포한다. 한국인 이주자도 있으며, 장사로 성공한 중동인들도 있다.
볼리비아는 남아메리카에서 빈국에 속한다. 인구의 2/3 중 상당수는 농사로 근근히 먹고 살며, 빈곤에 처해있다. 인구 밀도는 남동쪽 평야의 경우 1제곱킬로미터당 한 사람도 안되지만, 중부 고원에는 1제곱킬로미터당 10명정도 된다. 2006년 기준으로 인구 증가율은 1.45%이다.

## 종교

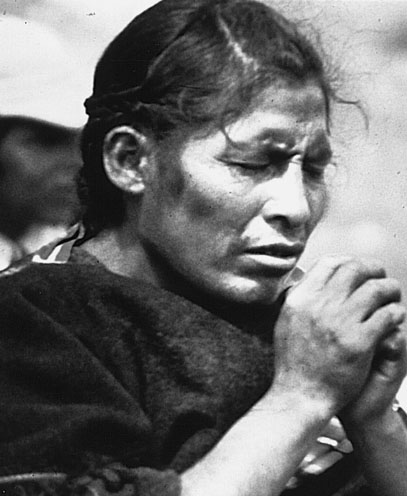
기도하는 아이마라 여인

볼리비아에는 국교가 없으나 볼리비아인 대다수는 로마 가톨릭신자이며, 개신교도 빠르게 성장하고 있다. 2001년 국가 통계처에서 실시한 조사에 따르면, 인구의 78%가 로마 가톨릭이며, 16%는 개신교, 3%는 로마가톨릭 교회와 개신교 교회를 제외한 교회를 믿는다고 한다. 서아시아 이민 후손 중에 이슬람신앙을 가진 사람은 거의 없다. 유대인공동체도 있는데, 거의 대부분 아슈케나짐 출신이다. 산타 크루스 주에는 개신교 교회인 메노나이트신자들의 공동체가 있다. 많은 토착민들은 자신들의 믿음에서 콜롬부스 이전의 남미 원주민들의 얼이 담긴 전통과 그리스도교의 상징을 혼합한다.